# Останній універсальний спільний предок

Кладограма, побудована на основі аналізу рРНК. Показує зв'язок бактерій, архей і еукаріотів з останнім універсальним спільним предком (позначений чорним стовбуром внизу дерева)

Останній універсальний предок (англ. last universal ancestor, LUA), інакше Останній універсальний спільний предок (англ. last universal common ancestor, LUCA) — гіпотетичний найближчий загальний предок всіх живих організмів, що нині існують на Землі. Жив приблизно 3,6-4,1 млрд років тому.

## Характерні риси
Сформульовані на основі рис, властивих всім організмам, що незалежно існують на Землі.
- Генетичний код заснований на ДНК.
  - ДНК складається з чотирьох нуклеотидів (аденін, гуанін, тимін, цитозин).
  - Генетичний код складають кодони, що складаються з трьох нуклеотидів, утворюючи 64 різних триплети (43). Оскільки використовується тільки 20 амінокислот, то різні кодони кодують одні й ті ж амінокислоти. Така відповідність існує як серед еукаріотів, так і серед прокаріотів. Археї та мітохондрії використовують схоже кодування з невеликими відмінностями.
  - ДНК складається з двох ниток завдяки залежності від шаблону ДНК-полімерази.
  - Цілісність ДНК забезпечується групою обслуговуючих ферментів, включаючи топоізомеразу, ДНК-лігази та інші ферменти репарації ДНК. Крім цього ДНК захищена зв'язуючими її білками, таким як гістони.
- Генетичний код відображається через РНК, що складаються з одного ланцюгу послідовності нуклеотидів.
  - РНК синтезується залежною від ДНК ДНК-полімеразою з використанням нуклеотидів ДНК, за винятком тимідину, замість якого в РНК служить уридин.
- Генетичний код відображається в білки. Всі інші властивості організму (такі як синтез ліпідів або вуглеводів) — результат роботи білків- ферментів.
- Білки збираються з вільних амінокислот, шляхом трансляції мРНК з допомогою рибосом, тРНК та групи споріднених білків.
  - Рибосоми складаються з двох субодиниць, великої та малої.
  - Кожна субодиниця рибосоми включає ядро рибосомних РНК і оточена рибосомними білками.
  - Молекули РНК (рРНК та тРНК) відіграють важливу роль у каталітичній роботі рибосом.
- Використовується тільки 20 амінокислот, це лише мала частина від незліченної кількості нетипових амінокислот. Використовуються тільки L-ізомери.
  - Амінокислоти повинні синтезуватися з глюкози групою особливих ферментів. Напрямки синтезу є довільними і зберігаються.
- Можливе використання глюкози як джерела енергії та вуглецю. Для цього використовуються D-ізомери.
  - Гліколіз йде шляхом довільного розщеплення.
- АТФ використовується як переносник енергії.
- Клітина оточена клітинною стінкою, яка складається з подвійного ліпідного шару — грамнегативною типу [7].
- Всередині клітини концентрація натрію нижча, а калію — вища, ніж зовні. Відхилення підтримується особливим іонним насосом.
- Останній універсальний спільний предок розмножується шляхом подвоєння всього вмісту генетичного матеріалу, за чим слідує поділ клітини.

## Припущення
Наприкінці 1970-х рр. Карл Воуз запропонував тридоменну класифікацію організмів. Вважаючи, що представники першої з виділеної ним групи прокаріотів можуть бути давнішими, ніж власне бактерії, Воуз назвав їх архебактеріями, або археями. .
Це твердження було підкріплено тим, що всі відомі археї мали вкрай високу стійкість до екстремальних умов навколишнього середовища, таких як висока солоність, температура та кислотність, і привело деяких учених до припущення, що останній загальний предок розвивався в таких місцях, як чорні курці, де такі крайнощі панують понині. Однак згодом він прийшов до висновку про те, що обидві групи походять від загального предка і запропонував термін «прогенот» для позначення примітивної предкової форми. Крім того, були відкриті археї, що існують в менш ворожих середовищах, на основі чого було зроблено висновок, що останній загальний предок волів температур, що не перевищують 50 ° C.  Тепер багато систематиків вважають, що він більш тісно пов'язаний з еукаріотами і бактеріями, хоча це залишається дискусійним питанням.
Можливо, що всі представники останнього спільного предка вимерли і до нас дійшла тільки їхня генетична спадщина. Або, як було запропоновано Карлом Воузом, жоден з окремо взятих організмів не може розглядатися як останній загальний предок, бо генетичний спадок всіх сучасних організмів з'явився за допомогою горизонтального переносу генів поміж стародавнього співтовариства організмів. 

## Типові помилки
Всупереч можливим помилковим припущенням, останній універсальний предок не є:
1. Першим існуючим організмом;
2. Найпримітивнішим з можливих організмів.
3. Єдиним видом істот, що жили в той час на Землі.